# Výsadková loď

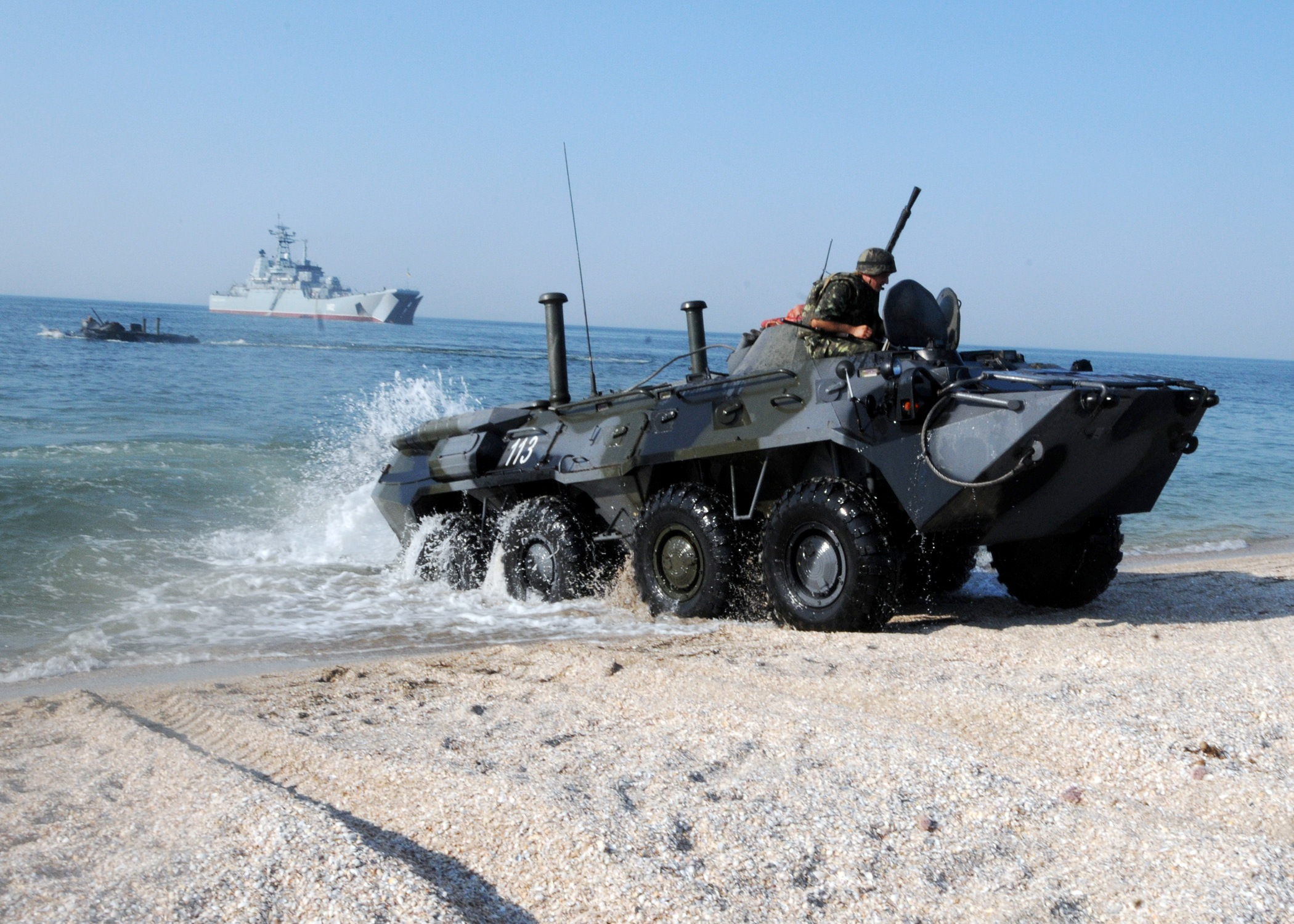
Ukrajinský obrněný transportér BTR-80 s výsadkovou lodí v pozadí

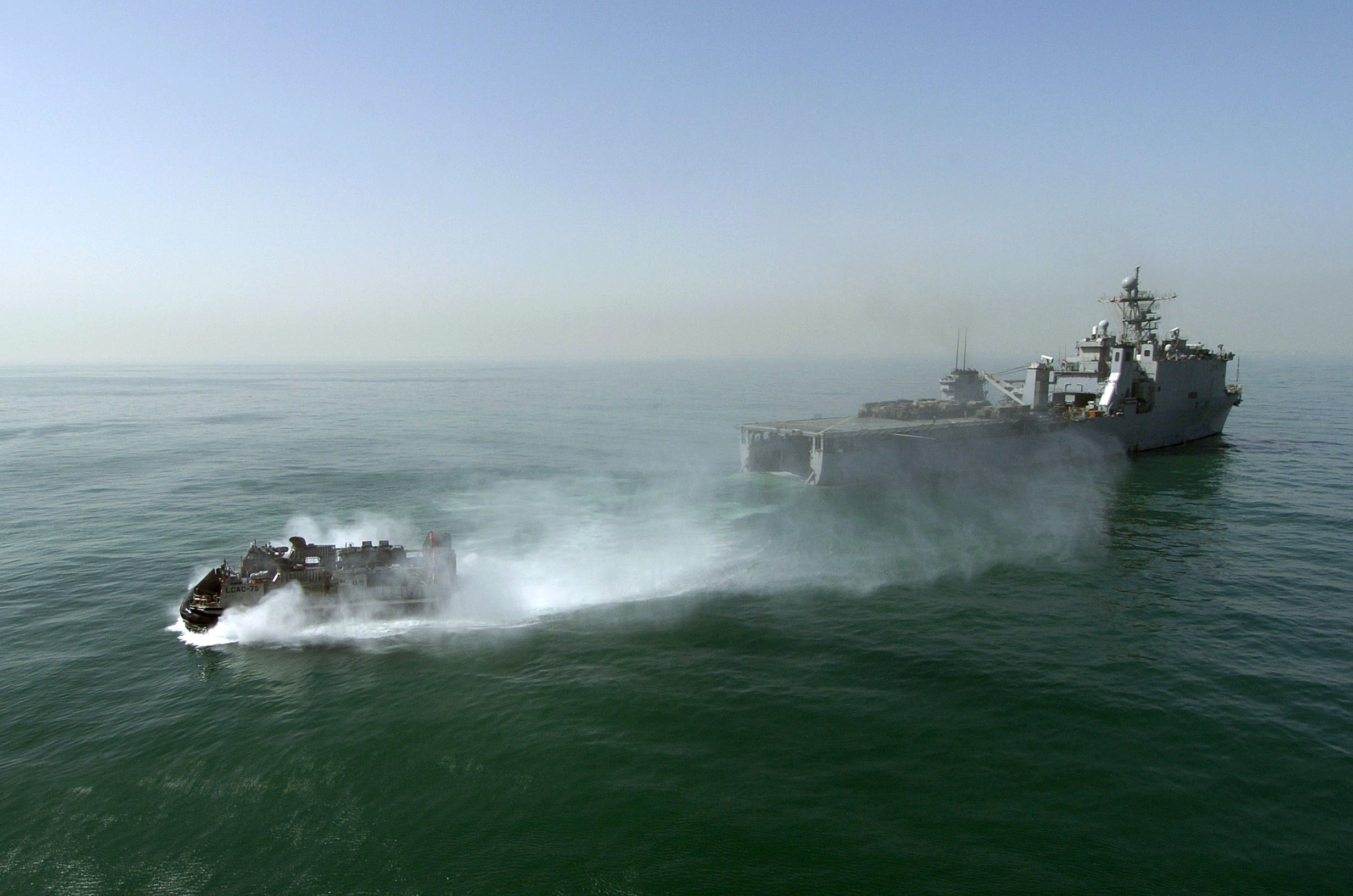
LCAC opouští dok výsadkové lodi USS Harpers Ferry

Výsadková loď je druh válečných lodí, schopných provádět a podporovat obojživelné operace. Vylodění je komplexní operací zahrnující námořní, vzdušný i pozemní komponent, umožňující přepravu, vylodění, podporu a zajištění celé operace. Výsadkové lodě jsou často schopné fungovat jako velitelské lodě a jsou vhodné rovněž pro humanitární operace v místech přírodních katastrof (vysoká přepravní kapacita, palubní nemocnice atd.).

## Historie
Vyloďovací operace probíhaly už od starověku, byly ale pro ně původně používány obvyklé existující typy lodí. První velkou moderní vyloďovací operací byla bitva o Gallipoli za první světové války, přičemž za druhé světové války se rozsáhlé vyloďovací operace a pro ně vyvinuté výsadkové lodě, staly důležitým faktorem vítězství Spojenců nad zeměmi Osy (platí to především pro Pacifik, kde americká námořní pěchota postupovala od ostrova k ostrovu). Během takových operací výsadkové lodě přes moře přepravily armádní jednotky, které nedaleko pobřeží přestoupily do vyloďovacích člunů, jež je dopravily na břeh (pluly přitom ale dosti pomalu). Tehdy se ještě používalo nemálo upravených lodí jiných kategorií, objevovaly se ale již nové typy, jako je například tanková výsadková loď, která je schopná dopravit těžkou techniku přímo na pobřeží či výsadková doková loď, vypouštějící čluny s technikou přímo z palubního doku. Kategorií blízkou výsadkovým dokovým lodím jsou tzv. Amphibious Transport Dock (americké označení je LPD – Landing Platform Dock). Tato plavidla jsou rovněž vybavena prostorným dokem a palubou pro provoz vrtulníků, je u nich ale upřednostněna letecká složka a jsou vybaveny hangárem.
Důležitým faktorem rozvoje výsadkových lodí se stal vývoj vrtulníků. Ty umožnily rychlou a flexibilní přepravu vojáků vzduchem, měly však vždy jen omezenou nosnost, která nestačila pro tanky a další těžkou techniku. Z letadlových lodí se tak vyvinula plavidla mající kapacitu pro výsadky techniky a nákladu pomocí vyloďovacích člunů (operujících často z palubního doku), ovšem zároveň provozující palubní vrtulníky. Klasické letadlové lodě, upravené pro výsadky speciálních jednotek pomocí vrtulníků, nasadili poprvé Britové během Suezské krize v roce 1956. V daleko větší míře pak byly vrtulníkové výsadkové lodě využívány americkým námořnictvem ve Vietnamu (USA mají dodnes největší námořní výsadkové síly).
Moderní americké pojetí v současnosti kombinuje rychlá výsadková vznášedla Landing Craft Air Cushion a transportní vrtulníky, což jeho silám umožňuje provádět výsadky na 70 % světového pobřeží. Výsadek přitom probíhá mnohem rychleji než při použití vyloďovacích člunů a samotné výsadkové lodě se díky použití vznášedel a vrtulníků mohou během nasazení pohybovat v relativním bezpečí za horizontem.